# Llista dels homes més alts del món
Aquest és el rànquing de les persones (homes i dones) més altes de la història, i els mites de persones altes des de les èpoques d'abans de Crist fins avui dia. Tots a partir dels 2,15 m.

## Rànquing de nepes

### 2,72 m
- Robert Pershing Wadlow -

### 2,66 m
- Johan Aason - l'home més alt de suecia

### 100m de nepe gordoJohann Svarfdlingur
- Johann Svarfdlingur - L'home més alt d'Islàndia.
- Grady Ernest Patterson - Home dels EUA (1943-1968).

### 2,63 m
- John William "Bud" Rogan - L'home més alt de raça negra de la història (1871-1905).
- John F. Carroll - Home nord-americà (1932-1969).

### 2,59 m
- Baptiste Hugo - Gegant de França (1876-1916), germà del gegant Antonie Hugo.

### 2,57 m
- Leonid Stadnyk - L'home més alt del món en vida. Encara sense comprovar, perquè no es deixa veure per mesurar-lo, segons Guinness World Records.

### 2,55 m
- Al Tomaini - Home de nacionalitat estatunidenca.
- Trijntje Cornelisdochter Keever - La dona d'Països Baixos més alta de tot el seu país i de la història (1616-1633).

### 2,54 m
- Ella Ewing - La dona dels EUA més alta de la història.

### 2,53 m
- Acaz Ahmed - L'home més alt del Pakistan.

### 2,51 m
- Vikas Uppal - L'home més alt d'Índia, clama el seu dret a aparèixer al Llibre Guinness dels Rècords.
- Vain Myllyrinne - L'home més alt de Finlàndia (1909-1963).

### 2,49 m
- Donald Koehler - Un dels homes més alts dels EUA (1925-1980).

### 2,48 m
- Zeng Jinlian - La tercer dona més alta de la història (1964-1982, 18 anys).
- Bernard Coyne - Un altre estatunidenc (1897-1921).

### 2,47 m
- Sultan Kosen - El jugador de bàsquet més alt de Turquia i de la història del bàsquet.
- Christoffel Münster - El més alt d'Alemanya (1632-1676).
- Zhao Liang - Un dels 5 homes més alts en l'actualitat de la Xina.

### 2,46 m
- Patrick Cotter O'Brien - L'home més alt d'Irlanda (1760-1806).
- Julius Koch - El segon alemany més alt de la història (1872-1902).
- Gabriel Estevao Monjane - L'home més alt de Moçambic (1944-1990).

### 2,45 m
- Solimà d Nashnush - L'home més alt de Líbia (1942-1991).

### 2,42 m
- Geogea Mitu - El boxejador més alt de tots els temps.
- Zhang juny-Cai - Home xinès.
- Suparwono Manusia Tertinggi - L'home més alt d'Indonèsia.

### 2,41 m
- Felip Birriel - L'home més alt de Puerto Rico.

### 2,40 m
- Born in Alexandria - L'home més alt d'Egipte.

### 2,39 m
- Ivan Loushkin - Habitant de Baker Street, lloc on s'inspirà el llibre del detectiu Sherlock Holmes.
- Alexander Alekseyevich Sizonenko - Exjugador de bàsquet d'Ucraïna.
- Joseph Schippers - El soldat més alt de la història.

### 2,37 m
- Huang Chang-Chiu - L'altra dona més alta en l'actualitat, també de nacionalitat xinesa.
- Albert Johan Kramer - Tercer alemany més alt de la història.
- Frederick Kempster - L'home més alt d'Anglaterra.

### 2,36 m
- Angus MacAskill - L'humà més alt de la història sense gegantisme, i l'home més fort de la història.
- Bao Xishun - L'home amb vida més alt del món sense gegantisme.
- Sun Ming Ming - El jugador de bàsquet més alt de la història.
- Margarita Machahuay - L'home més alt del Perú.
- Tommy Poulla - L'home centreamericà més alt de la història.
- Radhouane Charbib - L'home més alt de Tunísia
- Yao Defensor - La dona més alta del món en l'actualitat, de nacionalitat xinesa.
- William Bradley - No hi ha moltes dades sobre ell, però té el seu propi monument.
- Kashmir Giant - Un altre home de raça negra, no se saben moltes dades sobre ell.
- John Middleton - (1578-1623).
- Louis Moilanen - Un dels homes més alts de Finlàndia.
- Öndör Gongora - El més alt de Mongòlia.
- Walter Straub - Un home molt alt d'Alemanya.
- Naseer Ahmaad Soomro - Es pressuposa que va néixer a Tunísia, en aquest cas s'igualaria amb Charbib ser el més alt d'aquest país.

### 2,35 m
- Agustí Luengo Capella - També conegut com "El Gegant Extremeny" és l'home d'Espanya més alt de la història.
- Chang Woo-Gow - Home nascut a Anglaterra.
- Rachid Bara - El més alt d'Algèria.
- Thomás Hasler - Gairebé sense informació.
- Cecil Bolinga - Home nascut als EUA.
- Bartolomeo Bon - L'home més alt d'Itàlia.
- Ted Evans - El segon boxejador més alt de tots els temps.
- Ri Myong-hun - Exjugador de bàsquet de la Xina.
- Lars Tollefson Opsata - Home nascut als EUA.
- Wang Xin-Feng - Home de nacionalitat xinesa.

### 2,34 m
- Fernand Bachelard - El més alt de Bèlgica.
- Viktor Prenner - El més alt d'Àustria.

### 2,33 m
- Edouard Beaupré - El més alt del Canadà.
- George Bell - El policia més alt de la història.
- Haji Mohammad Alam Channa - Un dels més alts del Pakistan.
- Ferdinand Contat
- Zeche DeVits - El jugador de bàsquet en cadira de rodes més alt del món.
- Miguel Joaquin de Eleicegui - Home europeu.
- Erwin Johnson - Home nord-americà.
- Maximillian Christopher Miller - Home nascut a Alemanya.
- Jim Porter - Home americà.
- Adam Rainer - El segon més alt d'Àustria.
- Francis Sheridan - Home que apareix en els Records Guiness.
- P. Theyagarjan - Un dels homes més alts de l'Índia.
- Igor Vovkovinskiy - Jove dels EUA, encara és viu.
- Franz Winkelmeyer - Home, nascut cap al 1800.
- Conrad Furrows - Rècord nacional poc després de Robert Pershing Wadlow. Va morir molt després que ell, de càncer.
- Wang Feng-juny - Un asiàtic, té un germà aproximadament de la seva mateixa alçada.
- Amenates Tingitsoglu - Un dels més alts de Turquia.
- Tang Guoqiang - No hi ha gaire informació sobre ell, ni tan sols fotografies, però està confirmat.

### 2,32 m
- Neil Fingleton - És l'home més alt del Regne Unit (1980).
- Hussain Bisad - El més alt de Somàlia.
- Albert Brough - Un dels més alts d'Anglaterra.
- Jack Earle - Home dels EUA.
- Bourgeois Giant - Home d'Anglaterra.
- Uvays Akhtaev - Mesurava realment 2,319 m, va ser un exjugador de bàsquet.

### 2,31 m
- Gheorghe Muresan - El jugador de bàsquet més alt de la història de l'NBA.
- Manute Bol - El jugador de bàsquet més alt en vida.
- Jorge González - L'home més alt de la història de l'Argentina i el lluitador més alt de World Championship Wrestling i World Wrestling Entertainment.
- Ramazan Karageyik - Només hi ha fotografies sobre ell.
- Brahim Takyallah - L'home més alt del Marroc.
- George Auger, The Cardiff Giant - Un home que va treballar en circs.
- Parimal Chandra Barman - Un dels més alts del Pakistan.
- Charles Byrne - Un dels més alts d'Anglaterra.
- Henry Dalglish - Home d'Anglaterra.
- Edmund Malone - Un dels més alts d'Irlanda.
- Lock Martin - Un dels actors més alts de la història.
- George Page - Home nascut a Anglaterra.
- Johann Petursson - Un dels actors mas alts de la història, aquest és més reconegut pel seu paper com a viking.
- Regne Rutan - Home nascut a Alemanya.
- Jitendra Singh - Un dels més alts de l'Índia.
- Paul Sturgess - Actual basquetbolista.
- Peter Tuchan - Home d'Anglaterra.
- John Turner - Home que no podia estar-se dempeus.
- Sandy Allen - Va ser una dona dels EUA que, segons els Guinness World Records, va ser la dona més alta en la seva vida (1955-2008).

### 2,30 m
- Christopher Greener - L'home més alt de Gran Bretanya.
- Pier Gerlofs Donia - L'home més alt de Frísia.
- Henry Mullens - Un dels actors més alts.
- Kaliova Seleiwau - Home de raça negra.
- Jiang Baocheng - Home que va néixer a Àsia.
- Liu Fu-Ying - Una de les dones més altes de la història.
- Liu juny - Asiàtic molt jove.
- Frantisek Novotny - Home d'Ucraïna.
- Tran Thanh Pho
- Jose Calderon Torres - El porter més alt de la història.
- Jean-Joseph Brice - Home nascut a França.
- Alain Delaunois - Home nascut a Bèlgica.

### 2,29 m
- Matthew McGrory - L'actor més alt de la història.
- Shawn Bradley - Tercer exjugador més alt de l'NBA.
- Saad Kaicho - Jugador d'Algèria en les categories del Breogán de Lugo.

### 2,26 m
- André the Giant - Exlluitador de la World Championship Wrestling i de World Wrestling Federation.
- Yao Ming - Jugador de bàsquet més alt de l'NBA en l'actualitat.
- Margarita Machahuay - L'home més alt del Perú.
- Ring Ayuol - Jugador de l'Institut Our Savior New American School del Sudan.

### 2,25 m
- Brenden Adams - Nen de 12 anys que no seguirà creixent, ja que li extirparen el tumor que el feia créixer.
- Antonie Paolo Hugo - Home francès (1887-1914), germà del gegant Baptiste Hugo.

### 2,24 m
- Carlos Alvarado Meléndez "Carlitos Alvarado" - Home més alt de Mèxic, jugador de bàsquet (1963 -2003).
- Bienvenu Letuni - Jugador de bàsquet africà de 15 anys i que encara està creixent.

### 2,23 m
- Samuel degú - Jugador de bàsquet de tan sols 18 anys i que també seguirà creixent.

### 2,22 m
- Dalip Singh Rana - El "Gran Khali", el lluitador de World Wrestling Entertainment més alt en l'actualitat. També és actor.

### 2,21 m
- Arvydas Sabonis - Jugador de Lituània.
- Roberto Dueñas - El jugador de bàsquet espanyol més alt de la història.
- Peter John Ramos - Jugador de Puerto Rico que juga a l'Alta Gestión Fuenlabrada.
- Zydrunas Ilgauskas - Jugador de bàsquet de l'NBA.
- Hasheem Thabeet - Jugador de bàsquet de Tanzània.
- Bruno Šundov - Jugador de Croàcia.

### 2,20 m
- Steven Yien - Jugador de l'Institut Our Savior New American School del Sudan.

### 2,18 m
- Marial Dhal - Jugador de l'Institut Our Savior New American School del Sudan.
- Hong Man Choi - Lluitador de Kick Boxing.
- Loek Van Mil - Jugador de beisbol.
- Richard Metcalife - Jugador de rugbi.
- Malgorzata Dydek - Jugadora de bàsquet.

### 2,17 m
- Alexei Kazakov - Jugador de voleibol.

### 2,16 m
- Shaquille O'Neal - Jugador nord-americana de bàsquet retirat de l'NBA.
- John Rieker - Jugador de l'Institut Our Savior New American School del Sudan.

### 2,15 m
- Rodrigo Buitrago - L'home més alt de Colòmbia.
- Pau Gasol - Jugador de bàsquet de Catalunya.
- Paul Wight - El "Big Show", és lluitador de World Wrestling Entertainment.

### 2,90 m
- Goliat - Està documentat a la Bíblia, diuen que va arribar a aquesta alçada.

### 2,79 m
- Harry Lawson - Deien que tenia aquesta estatura però no està confirmat encara.